# 孔嘉
孔嘉（？—？），字山甫，孔子十七代孙，孔奋晚年生的儿子，官至城门校尉，著有《左氏说》，该书已失传。